# 遠山康英
遠山 康英（とおやま やすひで、生没年不詳）は、戦国時代の武将。北条氏の家臣。別名は直昌（なおまさ）とも。また系譜上に登場する遠山 直次（とおやま なおつぐ）も康英であるとされている。

## 生涯
北条氏の家臣・遠山康光（やすみつ、遠山綱景の弟）の嫡男として誕生したといわれる。子に遠山直吉（なおよし）
北条氏康の奏者として名を連ね、永禄3年（1560年）頃より、相模国三浦郡の代官を務めて伯父の綱景とともに対里見氏の最前線を守る。太田氏資の死後は岩付城に入って同城の城番を務めた。その後、武田信玄が駿河国に侵攻すると、康英も北条軍の一員として駿河に出陣した。上杉謙信との越相同盟締結時には父とともに北条氏の代表として交渉に参画している。元亀元年（1570年）には父とともに武田氏に攻められた伊豆国韮山城に籠城している。その後、父・康光は上杉景虎について越後国に入るが、康英は北条氏政の側近としてそのまま関東に残って上杉氏との連絡役を務めたとされている。
その最期については諸説あり、御館の乱の際に父とともに景虎の側におりそのまま乱に巻き込まれて自害したとする説があるが、小田原征伐まで北条氏に仕えて小田原城落城後に中村一氏に召抱えられた「遠山左衛門」という人物を康英と同一人物とみなす説もある。